# فرانك ك. أرشيبالد
فرانك ك. أرشيبالد (بالإنجليزية: Frank C. Archibald)‏ هو محامي وسياسي أمريكي، ولد في 31 ديسمبر 1857 في إيكستر في الولايات المتحدة، وتوفي في 9 أبريل 1935 في مانشستر في الولايات المتحدة. حزبياً، نشط في الحزب الجمهوري. وقد انتخب عضو مجلس نواب فيرمونت.